# Néférou II
Pour les articles homonymes, voir Néférou.
Néférou II est une reine consort de la XIe dynastie, fille d'un roi, probablement Antef III, et épouse du roi Montouhotep II.

## Biographie
Sa tombe (TT319) a été retrouvée à Deir el-Bahari dans un piteux état mais la chambre funéraire décorée était bien conservée et de nombreux fragments des reliefs de la chapelle funéraire ont été trouvés. Ces fragments montrent les titres de cette reine : elle est « Fille du roi » (sȝ.t-nỉsw.t), « Épouse du roi » (ḥm.t-nỉsw.t) et est appelée également « Néférou, née de Iâh ». Ainsi, sa généalogie a pu être retrouvée : elle est la fille du roi Antef III et de la reine Iâh, ainsi que l'épouse de son frère le roi Montouhotep II. Elle n'est par contre pas la mère du successeur de son mari, le roi Montouhotep III ; ce dernier est en effet le fils de la reine consort Tem.